# Synagoga Zalmy Szpichlera w Łodzi
Synagoga Zalmy Szpichlera w Łodzi – prywatny dom modlitwy znajdujący się w Łodzi, przy ulicy Aleksandrowskiej 4, obecnie noszącej imię Bolesława Limanowskiego.
Synagoga została zbudowana w 1904 roku, z inicjatywy Zalmy Henocha Szpichlera. Podczas II wojny światowej, Niemcy zdewastowali synagogę.